# Ga Sosaeul
Ga Sosaeul (Tiếng Hàn: 소새울역, Hanja: 소새울驛) là ga tàu điện ngầm trên Tuyến Seohae nằm ở Sosabon-dong, Bucheon-si, Gyeonggi-do.

## Lịch sử
- 21 tháng 10 năm 2013: Công bố kinh doanh tuyến đường sắt và quyết định đặt tên ga là Ga Boksa[1]
- 6 tháng 4 năm 2018: Bảng khoảng cách đường sắt được công bố và tên ga được đổi thành Ga Sosaeul[2]
- 16 tháng 6 năm 2018: Hoạt động kinh doanh bắt đầu với việc khai trương Tuyến Seohae của Tàu điện ngầm Seoul[3]

## Bố trí ga
| ↑ Sosa         |
| \| S/B         |
| Siheung Daeya↓ |

| Hướng Bắc | ●Tuyến Seohae | ← Hướng đi Sosa · Sân bay Quốc tế Gimpo · Neunggok · Daegok |
| Hướng Nam | ●Tuyến Seohae | → Hướng đi Tòa thị chính Siheung · Choji · Wonsi →          |

## Xung quanh nhà ga
- Trung tâm thể thao quốc gia Sosa
- Thư viện Hanulbit thành phố Bucheon
- Trường tiểu học Boksok
- Trường trung học xây dựng
- Trường trung học Sosa
- Trường tiểu học Soil
- Trường trung học cơ sở Sosa
- Công viên lớn Sosa
- Công viên trẻ em Teulan
- Trung tâm hỗ trợ thường trú Sosabon
- Trung tâm hỗ trợ thường trú Sosabon 3
- Chợ Hanjin
- Bưu điện Sosaro
- Công viên thể thao sống Seongjusan
- Công viên thể thao Sansae
- Công viên Sojung
- Công viên Witsosa

## Hình ảnh

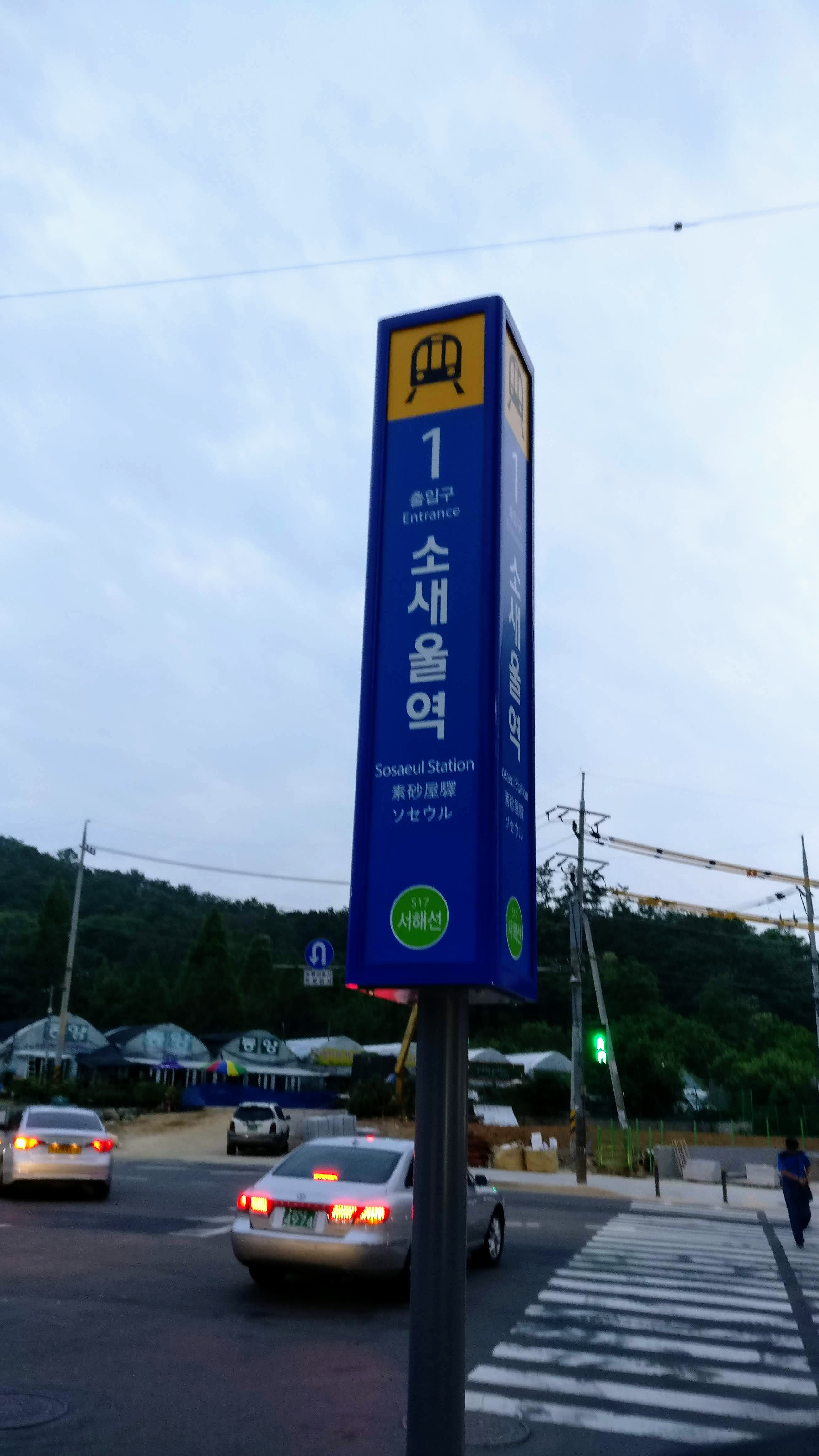
Ga Sosaeul Lối ra 1
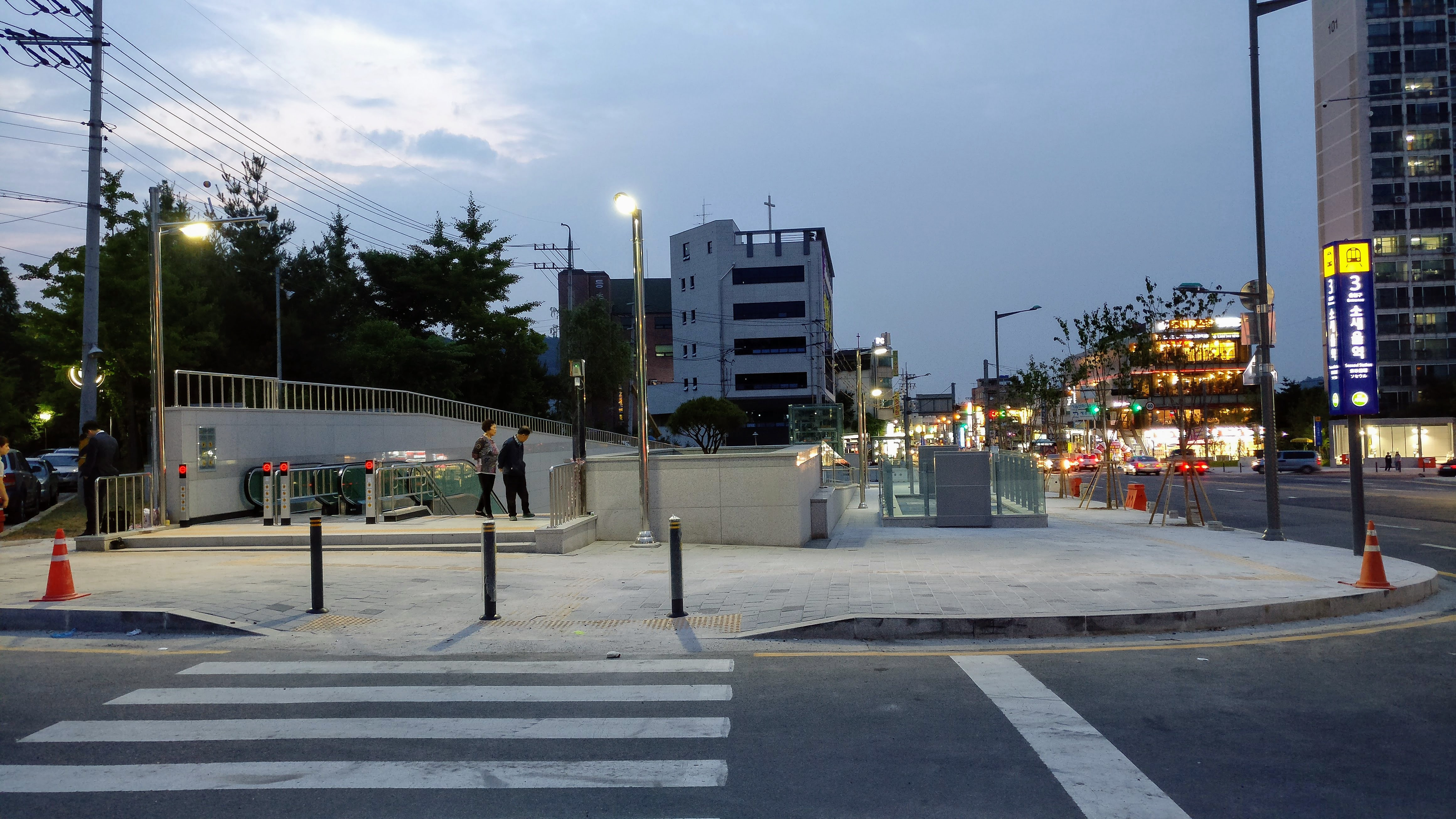
Ga Sosaeul Lối ra 3